# Charlotte de Castelnau-L'Estoile
Charlotte de Castelnau-L'Estoile, née en 1967, est une historienne moderniste et écrivaine française. En 2023, elle est professeure des universités en histoire moderne à l’université Paris Sorbonne.

## Biographie
Ancienne élève de l’École normale supérieure, agrégée  d’histoire, Charlotte de Castelnau-L'Estoile, après avoir soutenu une habilitation à diriger des recherches, devient en 2014, professeure des universités en histoire moderne à l’université Paris Diderot (aujourd'hui université Paris-Cité). En 2022, elle est élue professeure d'histoire du Brésil à Sorbonne Université.
Au niveau des publications, l'ouvrage issu de sa thèse de doctorat d'histoire soutenue en 1999 à l'École des hautes études en sciences sociales parait en 2000, intitulé Les ouvriers d'une vigne stérile - Les jésuites et la conversion des Indiens au Brésil (1580-1620), puis Charlotte de Castelnau-L'Estoile dirige l'ouvrage collectif Missions d’évangélisation et circulation des savoirs, XVIe – XVIIIe siècle. En 2019 paraissent aux Presses universitaires de France, deux ouvrages autour du thème de la société coloniale brésilienne au XVIe – XVIIe siècles. La parution de l'ouvrage Páscoa et ses deux maris,  est notamment saluée aussi bien par la presse généraliste,, que par la presse spécialisée. 
L'ouvrage obtient deux distinctions : le premier Prix lycéen du livre d'histoire puis le Prix du Sénat du livre d'histoire,,.

## Publications

### Actes de colloque
- Connaissances et pouvoirs : les espaces impériaux, XVIe – XVIIIe siècles, France, Espagne, Portugal (actes du colloque tenu à l'Université Paris X-Nanterre, en novembre 2002), sous la direction de Charlotte de Castelnau-L'Estoile et François Regourd, Presses universitaires de Bordeaux, 2005[13]

### Direction d'ouvrages
- Charlotte De Castelnau-L’Estoile, Marie-Lucie Copete, Aliocha Maldavsky, Inès G. Županov (Dir.) Missions d’évangélisation et circulation des savoirs, XVIe – XVIIIe siècle. Casa de Velázquez, 2011[14]

### Essais ou romans historiques
- Les ouvriers d'une vigne stérile - Les jésuites et la conversion des Indiens au Brésil (1580-1620), Fondation Calouste Gulbenkian, 2000[3],[4]
- Un catholicisme colonial - Le mariage des Indiens et des esclaves au Brésil, PUF, 2019[7]
- Páscoa et ses deux maris - Une esclave entre Angola, Brésil et Portugal au XVIIe siècle, PUF, 2019[5],[6],[7],[8]

## Distinctions
- 2020 : Prix lycéen du livre d'histoire pour le livre Páscoa et ses deux maris[9]
- 2020 : Prix du Sénat du livre d'histoire pour le livre Páscoa et ses deux maris[10],[11],[12].